# Neokolonialismus
Neokolonialismus (von altgriechisch νέος néos, deutsch ‚neu‘ und Kolonialismus) ist eine Bezeichnung für das Verhältnis zwischen den Staaten und Konzernen der Industrienationen und Ländern des Globalen Südens nach Auflösung der Kolonialreiche im 20. Jahrhundert. Der erste ghanaische Präsident Kwame Nkrumah verfasste 1965 mit seinem Werk Neocolonialism – The Last Stage of Imperialism erstmals eine wirtschaftswissenschaftliche Analyse der Politischen Ökonomie des Neokolonialismus mit dem Anspruch einer Fortführung der Imperialismustheorie Lenins und dessen Werk Der Imperialismus als höchstes Stadium des Kapitalismus.

## Terminologie
Kwame Nkrumah beschreibt den Neokolonialismus als systemisches Problem des postkolonialen Staates im Verhältnis zu den vormaligen europäischen Kolonialimperien. Laut Nkrumah erlangten die ehemaligen Kolonien zwar in der Theorie formal die Unabhängigkeit, ohne jedoch ihre faktische Souveränität erreicht zu haben. Hierfür ursächlich sind die fortlaufende, einseitige Kontrolle der Wirtschaft und der natürlichen Ressourcen durch externe Akteure. Instrumente zur Aufrechterhaltung des neokolonialen Verhältnisses sind beispielsweise die finanzpolitische Macht über Wechselkurse der nationalen Währungen oder monopolistische Strukturen westlicher Konzerne, die zu Importabhängigkeiten in den postkolonialen Staaten führen. Als Akteure neokolonialer Politik werden sowohl die alten Kolonialmächte aus Europa sowie die Vereinigten Staaten und seit einigen Jahren auch China genannt.
Des Weiteren wird kritisiert, dass die Investitionen multinationaler Konzerne, oftmals steuerlich und arbeitsrechtlich begünstigt, nur wenigen Personen in den betroffenen Ländern hohe Profite verschaffen, während die Mehrheit der Bevölkerung keinerlei Nutzen daraus ziehen kann. Im Gegenteil nutzen die international agierenden Firmen die niedrigen Löhne und Sozialstandards zu ihren Gunsten aus oder verursachen ökologische Schäden (Auswirkungen der Erdölförderung in Nigeria, Abholzung von tropischen Wäldern, um Edelhölzer zu gewinnen, Förderung von Bodenschätzen, Lagerung von Giftmüll).
Während also diese Länder als Reservoir für billige Arbeitskräfte und Rohmaterialien benutzt werden, wird gleichzeitig eine nachhaltige Entwicklung und der Zugang zu modernen Technologien und Produktionsmethoden verhindert. So warnt auch die Welt-Ernährungsorganisation FAO vor neokolonialen Zuständen, wenn reiche Länder mit zu wenig Ackerboden wie z. B. Saudi-Arabien sich Plantagen in verarmten Staaten suchen.
Als Neokolonialismus gilt auch die Installation und Unterstützung von Regimen, darunter zahlreicher Diktaturen in Afrika und früher auch in Lateinamerika, die den Interessen der multinationalen Konzerne dienen und nicht den Interessen der in diesen Ländern lebenden Bevölkerung (siehe z. B. Operation PBSUCCESS). Es umfasst auch die Kontrolle der Berichterstattung über diese Länder.
Teilweise im Zusammenhang mit Neokolonialismus steht die christliche Mission in Entwicklungsländern. Toby Luckhurst verwies unter anderem auf imperialistische Formen von Missionsarbeit und die Fortschreibung kolonialer Tradition durch Mission auch im Zusammenhang mit der Zusammenarbeit evangelikaler Missionare mit Rohstoff-Firmen im Amazonas. Die Abkehr von den traditionellen Werten der Indigenen wird durch Missionsarbeit begünstigt; dies führt zu einer zurückgehenden Selbstständigkeit der Gruppen und zu neuen Abhängigkeiten von der neuen Religion und damit verbunden auch von der westlichen Kultur.
Die Bundeszentrale für politische Bildung konstatiert „für die große Mehrheit der ‚Dritten Welt‘“ ein deutlich sichtbares Fortbestehen der „weltwirtschaftlichen Parallelen zwischen der ökonomischen Globalisierung des späten 20. und 21. Jahrhunderts und der kolonialen Ära“.

## Entwicklung
Der Neokolonialismus ist vom Kolonialrevisionismus zu unterscheiden, der etwa in der Weimarer- und NS-Zeit auftrat und für die Wiederherstellung ehemaliger Kolonialreiche warb. Der Begriff fand hingegen zuerst in der Folge der Auflösung der früheren Kolonialreiche nach dem Zweiten Weltkrieg Verbreitung und wurde anfangs meist im Zusammenhang mit afrikanischen Ländern verwendet. Politiker und Aktivisten in den gerade formal unabhängig gewordenen Länder beklagten, dass ihre Länder nun zu Opfern einer neuen Art des Kolonialismus geworden seien, ausgeübt von den früheren Kolonialmächten und auch anderen wohlhabenderen Nationen. Insbesondere wurde – und wird manchmal bis heute – Frankreich vorgeworfen, eine neokolonialistische Politik zu verfolgen und bei Bedarf sogar mit Militäreinsätzen dafür zu sorgen, dass seine Interessen nicht bedroht werden.
Auch Unabhängigkeitsbewegungen in noch unter der Kontrolle europäischer Staaten stehenden Ländern übernahmen das Konzept des Neokolonialismus in ihre Argumentation. Beispiele hierfür sind die marxistischen, anti-kolonialistischen Organisationen FRELIMO und MPLA in den bis in die 1970er Jahre von Portugal kontrollierten Ländern Mosambik und Angola.

### Kritik an IWF und Weltbank
In den 1980er Jahren entwickelten die westlich dominierten Finanzinstitutionen Internationaler Währungsfonds (IWF) und Weltbank das System der Strukturanpassungsmaßnahmen. Hierbei wurden Entscheidungen über die Vergabe bzw. Nicht-Vergabe von Krediten oder die Gewährung von Schuldennachlässen an die Bedingung marktorientierter Wirtschaftsreformen geknüpft. Diese Anpassungsmaßnahmen, auch als Washington Consensus bekannt, umfassten Privatisierungen öffentlicher Unternehmen, Lockerung von Handelsbeschränkungen und allgemeine Deregulierung der Märkte für Investoren. Die Folgen sind der Verkauf von staatlichen Wirtschaftsbetrieben und Infrastruktur an ausländische Unternehmen, was zu einem weiteren Verlust an Eigenständigkeit und Verfall öffentlicher Dienstleistung, wie Gesundheits- und Bildungssysteme, führt.
Der Vorwurf an IWF und Weltbank lautet, dass Länder von diesen Organisationen dazu gezwungen werden, Maßnahmen zu ergreifen, die vor allem den Interessen der reichen Staaten und deren Wirtschaftsunternehmen entsprechen, aber wenig bis keine Rücksicht auf die Entwicklung der betroffenen Volkswirtschaften nehmen – oft mit dem Ergebnis, dass die Armut der Bevölkerung sogar noch zunimmt. Als Beispiel können die Argentinien-Krise (1998–2002) oder die bislang (2004) weitgehend ergebnislosen Verhandlungen über die Öffnung der US- und EU-Märkte für Agrarprodukte aus afrikanischen Ländern angeführt werden (siehe Agrarmarktordnung und Gemeinsame Agrarpolitik).
Zu Beginn der 2000er Jahre wird als Beleg für den Neokolonialismus unter anderem die Schuldensituation vieler afrikanischer Länder gegenüber dem Internationalen Währungsfonds und der Weltbank angeführt: Jedes Jahr wird von diesen Ländern mehr Geld an IWF und WB bezahlt, als sie von diesen Organisationen an Darlehen bekommen, was eine wirtschaftliche Entwicklung und den Aufbau von Gesundheits- oder Bildungswesen weitgehend unmöglich macht. Diese Abhängigkeit von weiteren Darlehen und die Notwendigkeit von Schuldenerlässen zwingen die betroffenen Länder wiederum jenen strukturellen Anpassungsprogrammen zuzustimmen, die von den internationalen Organisationen vorgegeben werden.
In diesem Sinne äußerte sich auch Jeffrey Sachs, Berater des damaligen UN-Generalsekretärs Kofi Annan in Fragen der Wirtschaft und Entwicklung, als er 2004 einen kompletten Schuldenerlass (rund 200 Mrd. US-Dollar) für die afrikanischen Länder forderte und die betroffenen Regierungen aufforderte, ganz einfach die Zahlungen an IWF und WB einzustellen, falls diese nicht zustimmten:
„Die Zeit ist gekommen, diese Scharade zu beenden. Die Schulden sind unerschwinglich. Wenn sie die Schulden nicht erlassen, würde ich eine Blockade empfehlen; tun Sie es selbst. Afrika sollte sagen: ‚Danke sehr, aber wir brauchen dieses Geld, um die Bedürfnisse unserer Kinder, die heute sterben, zu stillen. Also werden wir die Beträge statt in die Schuldentilgung in drängende soziale Investitionen stecken, in Gesundheit, Bildung, Trinkwasser, die Kontrolle von AIDS und andere Notwendigkeiten.“
Kritiker des IWF verweisen auf Studien über die Auswirkungen der vom Währungsfonds geforderten Abwertung von Währungen als Voraussetzung für Darlehen zur Finanzierung der Schuldentilgung. Sie argumentieren, dass der IWF zwar eine Abwertung der nationalen Währungen fordert, zugleich aber darauf besteht, dass die Darlehen in US-Dollar, britischen Pfund, Euro, Yen oder anderen verhältnismäßig harten Währungen der „Ersten Welt“ zurückzuzahlen seien. Dadurch würden die Schulden weiter erhöht, eine Rückzahlung unmöglich und die Länder immer weiter in Verschuldung und eben neokolonialistischer Abhängigkeit gehalten.
Die Investitionen Chinas in afrikanische Infrastruktur – hier vor allem Nigeria – werden zudem von einigen westlichen Politikern abwertend als Neokolonialismus bezeichnet.
In der Anfangszeit des Internets wurden einige Top-Level-Domains kleinerer Staaten durch Konzerne für sich beansprucht, die bekanntesten Domains die davon betroffen sind, sind .tv, .nu und .io. Da TLDs heutzutage als wichtige Ressource angesehen werden, spricht man auch hier von Neokolonialismus, wobei auch der Begriff digitaler Kolonialismus verwendet wird.